# Майморучей
Майморучей — ручей в России, протекает по территории Кубовского и Кривецкого сельских поселений Пудожского района Республики Карелии. Длина ручья — 10 км.

## Общие сведения
Ручей берёт начало из Первого Маймозера на высоте 82,4 м над уровнем моря и далее течёт преимущественно в юго-западном направлении.
Ручей в общей сложности имеет шесть малых притоков суммарной длиной 7,0 км.
Устье ручья находится в 4 км по правому берегу реки Колоды, притока реки Водлы, впадающей в Онежское озеро.
Населённые пункты на ручье отсутствуют.
Код объекта в государственном водном реестре — 01040100412202000016781.